# Хёфлайн (Реккельвиц)
Хёфлайн или Ву́двор (нем. Höflein; в.-луж. Wudwor) — деревня в Верхней Лужице, Германия. Входит в состав коммуны Реккельвиц района Баутцен в земле Саксония. Подчиняется административному округу Дрезден.

## География
Находится в южной части района Лужицких озёр примерно в 800 метрах юго-западнее административного центра коммуны Реккельвиц. В северо-западной части деревни соединяются местные автомобильные дороги К 9230 и К 9235.
Соседние населённые пункты: на востоке — деревня Козарцы коммуны Кроствиц, на юге — Паншвиц-Кукау, на западе — деревня Ветеньца коммуны Небельшюц и на северо-западе — деревня Смечкецы.

## История
Впервые упоминается в 1301 году под наименованием Hovelin. В средние века деревня принадлежала женскому монастырю  Мариенштерн.
С 1973 года входит в состав современной коммуны Реккельвиц.
В настоящее время деревня входит в состав культурно-территориальной автономии «Лужицкая поселенческая область», на территории которой действуют законодательные акты земель Саксонии и Бранденбурга, содействующие сохранению лужицких языков и культуры лужичан.
Исторические немецкие наименования.
- Hovelin, 1301
- Hövelin, 1318
- Hoüelein, 1469
- zum Höfflein, 1524
- Hevel, 1590
- zum Hoeffel, 1610
- Höffgen, 1617
- Höfflein, 1768
- Höfgen, Höflein, 1817
- Höflein (Höfchen), 1875

## Население
Официальным языком в населённом пункте, помимо немецкого, является также верхнелужицкий язык.
Согласно статистическому сочинению «Dodawki k statisticy a etnografiji łužickich Serbow» Арношта Муки в 1884 году в деревне проживало 138 человек (из них — 138 серболужичан (100 %)).
Лужицкий демограф Арношт Черник в своём сочинении «Die Entwicklung der sorbischen Bevölkerung» указывает, что в 1956 году при общей численности в 271 человека серболужицкое население деревни составляло 62,7 % (из них верхнелужицким языком владело 122 взрослых и 48 несовершеннолетних).
| 1834 | 1871 | 1890 | 1910 | 1925 | 1939 | 1946 | 1950 | 1964 | 2005 | 2010 | 2015 | 2018 |
| ---- | ---- | ---- | ---- | ---- | ---- | ---- | ---- | ---- | ---- | ---- | ---- | ---- |
| 149  | 138  | 137  | 148  | 209  | 211  | 282  | 291  | 234  | 149  | 136  | 125  | 140  |